# WWE Draft 2007
Il WWE Draft 2007 è stato un evento della World Wrestling Entertainment svoltosi nel corso della puntata di Raw dell'11 giugno 2007.
I lottatori di Raw, SmackDown e ECW hanno combattuto in una serie di match interbrand; il vincitore di ogni incontro permetteva allo show di appartenenza di ottenere una scelta casuale.

## Risultati
| Wrestler        | Passa a   | Proviene da | Match                                                                                            |
| --------------- | --------- | ----------- | ------------------------------------------------------------------------------------------------ |
| The Great Khali | SmackDown | Raw         | Edge (SmackDown) ha sconfitto John Cena (Raw) per count out                                      |
| The Boogeyman   | ECW       | SmackDown   | CM Punk (ECW) ha sconfitto Carlito (Raw)                                                         |
| King Booker     | Raw       | SmackDown   | Umaga (Raw) ha sconfitto Balls Mahoney (ECW)                                                     |
| Chris Benoit    | ECW       | SmackDown   | Bobby Lashley (ECW) ha sconfitto Chris Benoit (SmackDown)                                        |
| Torrie Wilson   | SmackDown | Raw         | MVP (SmackDown) ha sconfitto Santino Marella (Raw)                                               |
| Chris Masters   | SmackDown | Raw         | The Miz (SmackDown) ha sconfitto Gene Snitsky (ECW) per squalifica                               |
| Bobby Lashley   | Raw       | ECW         | Candice Michelle (Raw) ha sconfitto Kristal (SmackDown)                                          |
| Ric Flair       | SmackDown | Raw         | Batista (SmackDown) ha sconfitto Elijah Burke (ECW) e Jeff Hardy (Raw) in un triple threat match |
| Snitsky         | Raw       | ECW         | Randy Orton (Raw) ha vinto una battle royal eliminando per ultimo Matt Hardy (SmackDown)         |
| Mr. Kennedy     | Raw       | SmackDown   | Randy Orton (Raw) ha vinto una battle royal eliminando per ultimo Matt Hardy (SmackDown)         |